# Антон Лајовиц
Антон Лајовиц (Ваче, 1878 — 1960), композитор који са Савином и Адамичем заузима врло значајно мјесто у музици Словенаца. Лајовиц је највише обрађивао вокалне музичке облике у које уноси сву осјећајност свог лирског расположења уловљеног мелодишношћу словеначке шјесме. Омиљен му је мали тродијелни музички облик како у вокалним тако и у инструменталним облицима. У своје композиције не уноси изворни фолклор него стилизацију и дух словеначке народне музике што је утицало на стил и рад знатног броја млађих словеначких музичара.